# اس‌جی‌اس
اس‌جی‌اس (به انگلیسی: SGS) شرکت چندملیتی کنترل کیفیت است، که دفتر مرکزی آن در شهر ژنو، سوئیس قرار دارد. این شرکت ارائه‌کننده انواع خدمات بازرسی، کنترل کیفیت و صدور انواع گواهینامه می‌باشد. شمار کارکنان شرکت اس‌جی‌اس بیش از ۷۵ هزار نفر است، که در ۱،۵۰۰ دفتر خدماتی و آزمایشگاه‌های آن در سراسر جهان فعالیت می‌کنند.
خدمات اصلی شرکت اس‌جی‌اس شامل بازرسی و تایید مقدار، وزن و کیفیت کالاهای گوناگون، همچنین تست و کنترل کیفیت محصولات و عملکرد آنها در برابر استانداردهای مختلف بهداشتی، ایمنی و نظارتی می‌باشد.
این شرکت در سال ۱۸۷۸ در شهر روان، فرانسه تأسیس شد. در حال حاضر رقبای اصلی اس‌جی‌اس در سطح جهانی شرکت‌های اینترتک، توف، بیرو وریتاس و گرمانیشر لوید می‌باشند.